# Које ли су боје њене очи
Које ли су боје њене очи је седми студијски албум Јане, издат је 2003. године за издавачку кућу VIP Production и 2004 за музичку кућу ПГП РТС. Албум у издању VIP Production је објављен и на компакт-диску и аудио касети, док за ПГП РТС само на компакт-диску.

## Списак песама
| №   | Назив                    | Трајање |  |
| 1.  | Које ли су боје њене очи | 3:43    |  |
| 2.  | Раме уз раме             | 3:45    |  |
| 3.  | И ломи и моли            | 3:45    |  |
| 4.  | Дух из лампе             | 3:04    |  |
| 5.  | Сви дигну руке           | 3:27    |  |
| 6.  | Зидови                   | 3:30    |  |
| 7.  | Кад славуји запевају     | 3:54    |  |
| 8.  | Ево, ја ћу               | 3:59    |  |
| 9.  | Срећна нова              | 2:51    |  |
| 10. | За мене се зна           | 2:37    |  |